# Oberea deficiens
Oberea deficiens là một loài bọ cánh cứng trong họ Cerambycidae.